# Hauteclaire ou le Bonheur dans le crime
 (septembre 2022).
- Si vous ne connaissez pas le sujet, laissez ce bandeau (vous pouvez alors contacter les auteurs).
- Si vous supprimez le contenu mis en cause (vous pouvez préalablement contacter les auteurs),

argumentez précisément cette suppression dans la page de discussion
(un manque de référence n'est pas un argument ; une recherche réelle de référence doit avoir été effectuée, être formellement documentée).
Pour plus de détails, voir Fiche technique et Distribution.
Hauteclaire ou le Bonheur dans le crime est un téléfilm français réalisé par Jean Prat et produit en 1961. Ce long métrage est une adaptation télévisuelle, par Françoise Dumayet, de la nouvelle « Le Bonheur dans le crime », tirée du recueil Les Diaboliques de Barbey d’Aurevilly. 
Diffusé pour la première fois le 13 juin 1961, il est annoncé par le présentateur Georges Lherminier sous le titre de Hauteclaire ou le Bonheur dans le crime.
C'est un drame en noir et blanc, dont l’histoire nous est contée par le personnage du docteur Torty (Paul Frankeur).

## Généralités
« L'action se passe sous la Restauration, au château de Savigny, près de Nerville, petite ville dévote et pudibonde du Cotentin. Le docteur Torty en est le médecin. Il raconte une histoire dont il est le seul à connaître le secret, celle d'un couple criminel, sans remords aucun. La jolie Hauteclaire Stassin, fille du maître d'armes, rencontre le comte de Savigny, marié à la noble et languissante Delphine. Follement éprise du comte, Hauteclaire s'engage comme servante au château. Peu de temps après, la comtesse meurt empoisonnée. Les amants coupables resteront-ils impunis? » Diffusion avec le fameux rectangle blanc.

(tiré du site de L’INA ; Institut national de l’audiovisuel) 

## Synopsis
Le film s’ouvre sur une scène où le docteur Torty s’adresse, depuis son bureau, directement à la caméra, c’est-à-dire à nous, téléspectateurs. Il présente ainsi les personnages principaux et situe l’action. Le médecin, tant dans la nouvelle de Jules Barbey d’Aurevilly que dans l’adaptation télévisuelle de Jean Prat et Françoise Dumayet, fait office de narrateur. Il intervient, tout au long du film, grâce au dispositif de la voix-off.

Si dans la nouvelle un premier narrateur cède sa place au docteur Torty, le questionne et écoute l’histoire que celui-ci a à lui conter, dans le téléfilm, le médecin est d’emblée narrateur et ne s’adresse pas à un autre personnage mais au téléspectateur, par le biais de la caméra. Assis à son bureau, le docteur nous parle comme s’il parlait à un proche. En l’écoutant, nous entrons dans la confidence et devenons nous aussi, maîtres du terrible secret à la base de l’union entre Hauteclaire Stassin et le comte Serlon de Savigny.

Différence notable avec la nouvelle : le téléfilm ne mentionne pas la discussion de docteur Torty et du narrateur au Jardin des plantes  où les deux hommes comparent une panthère de l’île de Java au couple Hauteclaire-Serlon. Cependant, dans la dernière partie du téléfilm, lorsque Hauteclaire parle de sa pouliche, le médecin la compare, elle et le comte de Savigny, à des bêtes. De plus, le film se termine sur une comparaison que fait Hauteclaire entre son couple et le couple de chiens en pierre gardant l’entrée de la maison.

Le téléfilm, suivant le schéma narratif, se déploie en trois parties annoncées par l’apparition du docteur Torty qui nous parle d’ami à ami, depuis son bureau. Le plan ne cesse de se resserrer autour du médecin au cours de ces apparitions, comme si le téléspectateur entrait de plus en plus dans la confidence. Le médecin apparait lors de la scène d’ouverture du film en plan taille, sa seconde apparition est filmée en plan poitrine et la troisième en gros plan.
Le dernier tiers laisse place au dénouement.

- Situation initiale :
Le docteur Torty, assis à son bureau, nous présente l’action. Stassin, surnommé la Pointe-au-corps, décide de monter sa propre salle d’arme, où il enseigne l’escrime aux nobles. Remarquable « tireur », Stassin devient le père d’une petite fille qu’il nomme du nom d’une épée : Hauteclaire. Stassin lui apprend l’escrime dès le plus jeune âge et Hauteclaire, merveilleuse joueuse, reprend l’affaire de son père quand celui-ci décède. La jeune femme est très mystérieuse. On surprend parfois chez elle, le plaisir de tenir secrètes des choses sans importances : par exemple, elle emprunte des livres au médecin mais ne veut rien en dire à son père. Le visage toujours couvert, Hauteclaire semble inaccessible et ne se laisse approcher que lors de combats. D’ailleurs, lorsqu’elle rencontre, lors d’un duel que son père lui demande de tenir, le comte de Savigny, celui-ci lui dit « On ne peut pas vous toucher Mademoiselle. Serait-ce un augure ? ».
Le comte, quant à lui, va se marier avec Delphine de Cantor, jeune femme folle amoureuse de lui, mais n’ayant pas les mêmes passions. Si Delphine aime la lecture et le piano, Serlon lui, préfère monter à cheval et continuer l’escrime. Il ira d’ailleurs prendre des cours particuliers avec Hauteclaire, sans que personne le remarque.
- Élément perturbateur :
c’est alors que Hauteclaire disparait.
- Péripéties :
Le médecin est appelé au château de Savigny parce que la comtesse est malade : il y retrouve Hauteclaire, femme de chambre de la comtesse Delphine de Savigny, qui a échangé son prénom contre celui d’Eulalie. Hauteclaire-Eulalie, imperturbable, feint de ne pas reconnaitre le médecin. Le docteur Torty garde le secret dans l’espoir de pouvoir encore observer ce manège. Il apprendra ensuite que Hauteclaire-Eulalie et Serlon se battent en duel la nuit. Mais la comtesse est-elle dupe ? Pourquoi le comte ne s’enfuit-il pas tout simplement à l’étranger avec Hauteclaire ?
Un jour, on fait appeler le médecin parce que la comtesse a été empoisonnée. Hauteclaire-Eulalie se serait trompée de potion contre son mal et lui aurait fait boire de l’encre double. Alors qu’il est encore temps pour un contrepoison, la comtesse refuse. Elle a compris que Serlon est passionnément amoureux d’Eulalie et sait qu’elle s’est fait empoisonner. Cependant, elle veut que le docteur reste dans la confidence et parle d’un simple accident, non par amour pour Serlon, mais par sens de l'honneur : elle ne veut pas que le nom de Savigny, qu’elle a porté, soit sali par ce crime sordide.
- Dénouement :
plusieurs temps après la mort de Delphine, Serlon épouse Hauteclaire, sous son véritable nom, cette fois-ci.
- Situation finale :
Le docteur Torty continue de rendre visite au couple Serlon – Hauteclaire. Connaissant la véritable cause de la mort de Delphine, le médecin pense que Serlon et Hauteclaire vont finir par vouloir se repentir du crime qu’ils ont commis : mais il n’en est pas ainsi. Hauteclaire et Serlon vivent l’un pour l’autre et s’aiment passionnément, sans jamais avoir l’once d’un remords. Le médecin, qui pense que les deux amants vont souffrir de n’être que tous les deux, nous avoue qu’il s’est trompé. Hauteclaire et Serlon vivent sans souffrance ni lassitude. Le téléfilm se clot sur une phrase du docteur Torty à propos de ces deux amoureux : « Ils sont restés ce qu’ils sont : immuablement beaux malgré le temps, immuablement heureux malgré leur crime. ».

## Opposition avec le repentir d’autres personnages
À l’inverse, dans le livre Thérèse Raquin d’Émile Zola, ou encore dans le film Ossessione (titre français : Les amants diaboliques) de Luchino Visconti : les amants ne peuvent survivre à leur crime. C’est d’ailleurs le crime qui fait de la passion qui les unissait, un véritable enfer. Dans ces deux œuvres, c’est le mari (et non pas l’épouse) qui est tué par les amants. Cependant, la culpabilité gagne très vite les esprits des deux criminels. Ainsi, après avoir tué le mari de Thérèse dans le roman de Zola, les deux amants ne vont cesser de se soupçonner l’un l’autre et vont finir par se suicider ensemble. Et, dans le film de Visconti, Giovanna sera tuée dans un ‘accident’ de voiture, qui semble être l’œuvre de son complice.

## Fiche technique
- Réalisation : Jean Prat
- Adaptation et dialogues : Françoise Dumayet
- Avec la collaboration de : Pierre Lacaze et de son école d’escrime
- Directeur de photographie : Roger Arrignon
- Décors : Raymond Nègre
- Ensemblier : Jacques Dayot
- Costumes dessinés par : Anne-Marie Marchand
- Caméraman : Maurice Vernier
- Prise de son : Paul Giaccoli
- Mixage : Claude Gilson
- Montage : Lise Bloch
- Assistants : 
  - Monique Tosello
  - Pierre Boursaus
- Script : Jacqueline Nazet
- Durée : 1 h 25 min
- Support : 16 mm 4/3, noir et blanc
- Première diffusion : ORTF, 13 juin 1961
- Reprise dans Rembob'INA (INA-LCP), présenté par Patrick Cohen, avec Dominique Besnehard et Richard Poirot (1er mai 2022)
- Lieux de tournage : une bonne partie des extérieurs ont été tournés à Provins en Ville Haute (place Saint-Quiriace, remparts, place du Châtel)

## Distribution
- Le docteur Torty : Paul Frankeur
- Hauteclaire Stassin : Mireille Darc
- Delphine de Cantor : Clotilde Joano
- Serlon de Savigny : Michel Piccoli
- Stassin : Edmond Beauchamp
- Saint Avice : Yves Brainville
- Camille : Dominique Clément
- La marquise : Jacqueline Rivière
- Les gentilshommes : 
  - Franck Estange
  - Yves Barsacq
  - Georges Riquier
  - Philippe Mareuil
  - Jean Brassat
  - Jean Marie Robain
  - Alain Janey
- Le prêtre : Marcel d'Orval
- Le garçon d’écurie : Paul Préboist
- Maria : Odette Piquet
- Le jardinier : Albert Louis Hérivel
- Le valet : Henri Rondel
- L'élève : Philippe Prince
- La bonne : Thérèse Renouard